# Philippinische Badmintonmeisterschaft 1963
Die Philippinische Badmintonmeisterschaft 1963 fand in Manila statt. Es war die 15. Austragung der nationalen Titelkämpfe der Philippinen im Badminton.

## Titelträger
| Disziplin    | Sieger                        |
| ------------ | ----------------------------- |
| Herreneinzel | Sy Khim Piao                  |
| Dameneinzel  | nicht ausgetragen             |
| Herrendoppel | Keng See Ching Yan Hang       |
| Damendoppel  | Luisa Chua Mary Tan           |
| Mixed        | Armando Yanga Marijuana Mapua |